# Antoni Żółkiewski (biskup)
Antonin Żółkiewski (zm. 3 lutego 1702) – duchowny greckokatolicki. Od 1697 pełnił funkcję ordynariusza pińsko-turowskiego, archimandryta dermański w 1696 roku.

## Życiorys
Urodzony na Wołyniu, w Łucku lub jego okolicach. Rodzicami jego byli  Michał Żółkiewski herbu Lubicz  i Anna.  W młodym wieku wstąpił do Zakonu bazylianów. Po ślubach wieczystych i wstępnych studiach w Kolegium Jezuickim w Wilnie, uczył się w kolegium jezuickim w Braniewie (1684-1687), a następnie w Kolegium Kongregacji Rozkrzewiania Wiary w Rzymie (1687-1690). Studia w Rzymie zakończył doktoratem z filozofii. W 1697 promowany na biskupa pińsko-turowskiego. Pochowany w podziemiach katedry greckokatolickiej w Pińsku.